# Сезарія Евора
Сезарія Евора (порт. Cesária Évora; 27 серпня 1941, Мінделу, Кабо-Верде — 17 грудня 2011, Сан-Вісенті, Кабо-Верде) — кабовердійська співачка, відома також як «Босонога діва». Представляла традиційний жанр морна, а також португальське фаду.

## Ранні роки
Народилася 27 серпня 1941 року в портовому містечку Мінделу на острові Сан-Вісенті, Кабо-Верде. Мати співачки працювала кухаркою. Батько, Жустіну да Круз Евора, гітарист і скрипаль, помер у 1948, коли Сезарії було 7 років. Оскільки її мати Дона Джоана не могла виховувати всіх шістьох дітей, щоб якось полегшити свою долю, вона віддала Сезарію у десятирічному віці в дитячий будинок. Згодом Сезарія певний час перебувала під опікою монашок і тоді почала вивчати спів у хорі. Подорослішавши, Сезарія повернулася додому і стала допомагати матері.
Сезарія виросла в будинку в Міндело, який використовували інші співаки з 1940-х по 1970-ті роки, на 35 Rua de Moeda. Згодом до будинку прийшли інші співаки з Кабо-Верде, включаючи Джо д'Елой, Бана, Едді Морено, Луїса Мораїса та Мануеля де Новаса, і саме там вона здобула музичну освіту.

## Музична кар'єра
У віці 16 років після знайомства з моряком Едуардо Евора починає виконувати пісні традиційного жанру морна. Переважно вона співала в місцевих кав'ярнях, готелях, матроських тавернах.
У 1960-х роках вона почала співати на португальських круїзних лайнерах, які зупинялись у Міндело, а також на місцевому радіо. Виступи майже не приносили прибутку, хоча після появи її пісень на Радіо Мінделу слава Евори поступово поширюється по всій країні. Наприкінці 60-их кілька касетних записів співачки надіслали до Португалії, проте особливого успіху вони не мали.

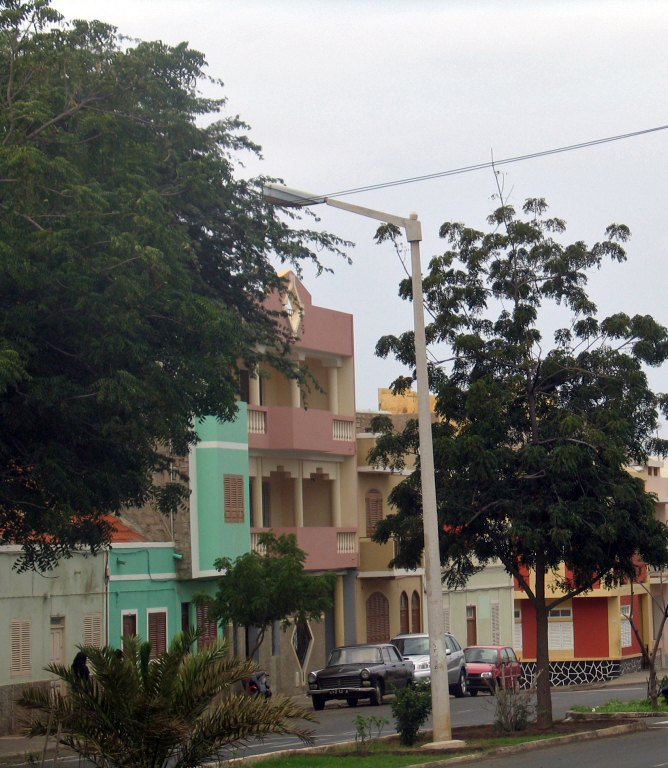
Дім Сезарії Евори

1975 року у зв'язку з економічними труднощами співачка змушена була тимчасово припинити музичну кар'єру. Перерва тривала близько 10 років, протягом яких Евора мала також серйозні проблеми з алкоголем. 1985 року співачка відновила свою діяльність і в найближчі роки здійснила кілька мандрівок до Португалії і США за підтримки відомого співака Бана.
1987 року в Лісабоні Сезарія знайомиться з французом кабовердійського походження Жозе да Сілва. Він запросив співачку до Парижа, де 1988 року було записано перший альбом співачки — La Diva aux pieds nus. Після виходу альбому співачка поступово стає відомою у Франції та інших країнах Європи. До виходу цього альбому вона записала свій перший альбом під назвою Cesária у 1987 році. Пізніше цей альбом вийшов на компакт-диску у 1995 році як Audiophile Legends.
У Mar Azul (Синє море), знаковому творі з її класичного однойменного альбому 1991 року, вона співає вірш креольською, який «викликає гірко-солодкий, ностальгічний дух музики» (San Francisco Chronicle):
|  | О море, о синє море. Дозволь мені повернутися до Сан-Вісенте. Мій маленький дім. Щоб знову побачити маму. І поцілувати мою любов. |

Проте справжній успіх прийшов у 1992 році після виходу 4-го альбому Miss Perfumado, який був проданий у більш ніж 300 000 примірників в усьому світі. Він включав одну з її найвідоміших пісень, Sodade.
У 1994 році Бау приєднався до її гастрольного гурту, а через два роки він став її музичним керівником до вересня 1999 року.
Вона також записала трек Ausência, створений Югославським музикантом Гораном Бреговичем, який вийшов другою доріжкою саундтреку фільму Андеґраунд (1995) Емира Кустуриці.
Її п'ятий альбом Cesária 1995 року приніс їй міжнародний успіх і першу номінацію на премію Греммі. 1997 року вона стала лауреатом африканської музичної премії KORA у трьох категоріях, включаючи «Найкращий виконавець Західної Африки», «Найкращий альбом» та «Заслуги журі». 2003 року її альбом Voz d'Amor був нагороджений Греммі у категорії Світова музика.
2004 — на прохання італійського співака Адріано Челентано взяла участь у записі його альбому «C'è sempre un motivo».
У 2006 році Евора зустрілася з Альберто Зеппієрі, італійським автором пісень, журналістом і продюсером і погодилася зробити дует з Джанні Моранді, Джиджі Д'Алесіо та Роном. Проєкт висвітлював і збирав кошти на Всесвітню продовольчу програму ООН, в якій Евора була послом з 2003 року.
Пізніше, у 2006 році, вона випустила свій наступний альбом Rogamar. Він мав успіх і потрапив до шести європейських країн, включаючи Францію, Польщу та Нідерланди. Під час гастролей в Австралії у 2008 році вона перенесла інсульт. 2009 року вона випустила свій останній альбом Nha Sentimento, записаний Жозе да Сілва в Міндело та Парижі. Альбом досяг 6 місця у Польщі та 21 місця у Франції.
У 2009 році Сезарія Евора стала лицарем Почесного легіону Франції, отримавши це визнання від міністра культури і комунікацій Франції Крістін Албанель, та ставши першою мешканкою Кабо-Верде з таким статусом.
В Україні Сезарія Евора виступала тричі, на концертах були аншлаги, хоча, загалом в країні, вона не мала широкої популярності. 2009 року співачка повинна була виступати на музичному фестивалі Свірж у Львівській області, але фестиваль зі скандалом зірвали, тому виступ не відбувся.

## Особисте життя
Евора зустрічалася з Едуардо де Джоном Халіно, коли жила на Руа-де-Моеда. Вона також була родичкою відомого співака Бана.
Її двоюрідною сестрою була співачка Гермінія да Круз Фортес. Евора була тіткою Антоніо да Роша Евори та Ксав'є да Крус.

## Смерть
У 2010 році Евора виконала серію концертів, останній з яких був у Лісабоні 8 травня. Через два дні після серцевого нападу їй зробили операцію в місцевій лікарні в Парижі. Вранці 11 травня 2010 року її зняли зі штучної вентиляції легенів, а 16 травня її виписали з відділення інтенсивної терапії та транспортували до клініки для подальшого лікування. Наприкінці вересня 2011 року агент Евори оголосив, що вона припиняє свою кар'єру через поганий стан здоров'я.
17 грудня 2011 року у віці 70 років співачка пішла з життя у Сан-Вісенте, Кабо -Верде від дихальної недостатності та гіпертонії. Іспанська газета повідомляла, що за 36 годин до її смерті вона все ще приймала людей і курила у своєму будинку в Міндело, популярному тим, що його двері завжди відчинені.

## Спадщина
- У 2003 році вона з'явилася на марці Кабо-Верде.[16]
- 3 вересня 2013 року її ім'я було публічно зголошено бельгійським музикантом Stromae, коли він випустив свій альбом Racine carrée, що включає Ave Cesaria — трек, який вшановує Евору, одну з улюблених виконавців Stromae.[17]
- 22 грудня 2014 року Банк Кабо-Верде представив нову серію банкнот, які вшановують діячів Кабо-Верде в галузях літератури, музики та політики. Її обличчя було зображене на новій банкноті ескудо 2000 року.
- Повнометражний документальний фільм Тчіндас, який отримав нагороду, — данина їй після її смерті та містить кілька її пісень.
- У грудні 2016 року співачка Fantcha випустила новий альбом під назвою Nôs Caminhada, на честь свого наставника Евори, включаючи ряд традиційних пісень (морни та коладейри), які були інтерпретовані Еворою.[9] У ньому також звучить особлива пісня Nôs Caminhada, яка згадує моменти, проведені з коханою людиною. Співачка вважає Евору другою мамою.
- 27 серпня 2019 року її відзначили Google Doodle у Канаді та деяких країнах Європи, Африки та Азії у її 78 -й день народження.[18][19][20]
- Посилаючись на вплив Евори, американська співачка та автор пісень Мадонна виконувала Sodade в прямому ефірі майже на кожному виступі свого туру Мадам Х 2019-20 роках, спочатку сольно, а згодом з артистом Кабо-Верде Діно Д'Сантьяго.

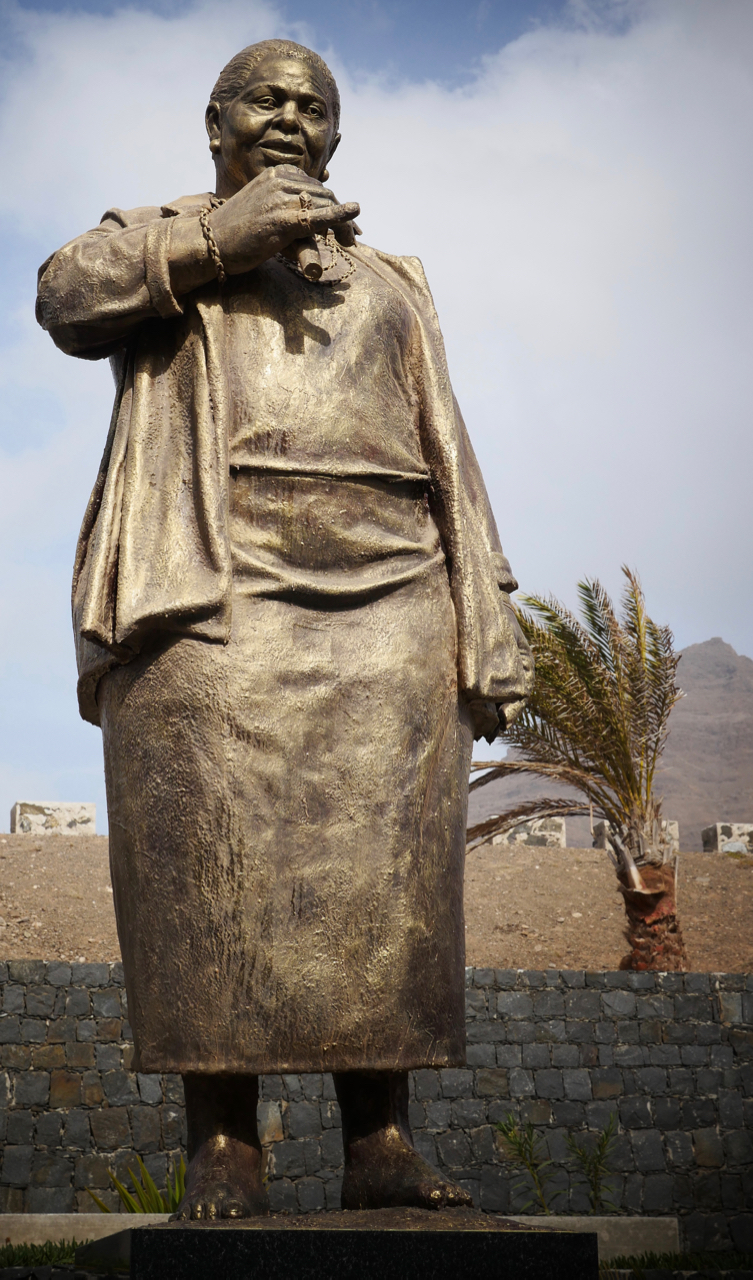
Скульптура Евори в однойменному аеропорту в Міндело, Кабо-Верде

## Названо на честь
- 8 березня 2012 року її ім'ям був названий аеропорт Чезарія Евора, Міндело, третій за завантаженістю аеропорт Кабо-Верде. У тому ж році біля входу в термінал була встановлена її статуя, а всередині будівлі термінала також було додано фреску.
- 18 червня 2014 року її іменем була названа невелика нова вулиця в XIX-му окрузі Парижа. Вона розташована недалеко від бульвару Макдональд у кварталі Пон-де-Фландр. На її честь також названо кілька житлових вулиць у Європі. Франція назвала кілька вулиць на честь співачки.
- 19 вересня 2014 року відділ Сени-Сен-Дені назвав на її честь новий коледж у Монтрей, розташований на вулиці Жарден Дюфур.
- У 2014 або 2015 році вулицю на заході столиці Кабо-Верде Праї було названо на її честь у Пальмарехо-Гранде біля Університету Жана Піаже. Вона перетинає проспект Евгеніо Паула де Таварес.
- На її ім'я названі два види фауни: метелик сімейства Lycaenidae, на ім'я Chilades evorae, що зустрічається на острові Санто-Антао, та вид морського слимака, який називається Aegires evorae, який існує на північному сході острова Сал в район Кальхетінья.

## Дискографія

### Студійні альбоми
- La Diva Aux Pieds Nus (1988)
- Distino de Belita|Distino di Belita (1990)
- Mar Azul (1991)
- Miss Perfumado (1992)
- Cesária (1995)
- Cabo Verde (Cesária Évora)|Cabo Verde (1997)
- Café Atlantico (1999)
- São Vicente di Longe (2001)
- Voz d'Amor (2003)
- Rogamar (2006)

### Компіляції, концертні записи
- Sodade — Les Plus Belles Mornas de Cesária (Best of compilation, 1994)
- Club Sodade (Remix album, 1996)
- Live à l'Olympia (Live album, 1996)
- Colors of the World (Allegro Music, 1997)
- Best Of' (Best of compilation, 1998)
- Anthology (Best of compilation, 2002)
- Anthologie — Mornas & Coladeras (2004)
- Live d'Amor (Live DVD, Париж, 2004)

## Нагороди
- Великий хрест ордена принца Енріке, Португалія (31 травня 1999)[21]
- Grammy (2004)[22]
- Victoire de la Musique (2004)[23]
- Орден Почесного легіону (9 лютого 2009)[24]

## Замітки
1. 1 2  Bibliothèque nationale de France BNF: платформа відкритих даних — 2011.
2. 1 2  https://web.archive.org/web/20110305175123/http://www.bbc.co.uk/music/artists/ceafdf2f-bc18-4b99-8c71-d1834b0065c3
3. ↑  https://www.theguardian.com/music/2011/dec/17/cesaria-evora
4. ↑  Singer Cesaria Evora dies at the age of 70 // BBC News Online — 2011.
5. ↑  Find a Grave — 1996.
6. ↑  http://www.bbc.co.uk/radio3/world/awards2004/profile_cesariaevora.shtml
7. ↑  http://www.cesaria-evora.com/
8. ↑  Knight, Lewis (2019) Who is Cesária Évora?
9. 1 2  Gilbert, Andrew (7 червня 2007). Cesaria Evora and Tcheka / Singer who paved the way for other Cape Verdean artists will share the stage with guitarist who's crafted a distinctive sound. San Francisco Chronicle (англ.). Процитовано 27 серпня 2019.
10. ↑  Lombardini, Emanuele (9 квітня 2014). A colloquio con Tinkara Kovac: "Ora l'ESC, poi un album in italiano" (it-IT) . Процитовано 27 серпня 2019.
11. ↑  Cesária Évora & Ron – La voce dell' amore (voz d'amor) на YouTube
12. ↑  Capo Verde terra d'amore. www.capoverde-italia.it. Процитовано 13 вересня 2015.
13. ↑  Cesária Évora termina a carreira aos 70 (порт.). Publico.pt. Архів оригіналу за 24 вересня 2011. Процитовано 24 вересня 2011. [Архівовано 2011-09-24 у Wayback Machine.]
14. ↑  Певица из Кабо-Верде Сезария Эвора скончалась в возрасте 70 лет. РИА Новости (рос.). 20111217T1854. Процитовано 1 жовтня 2021.
15. 1 2  Serena, Marc (18 грудня 2011). Las últimas palabras de Césaria [Cesária's last words]. Público (ісп.). Процитовано 17 грудня 2011.
16. ↑  Timbres émis avec CV007.03. www.wnsstamps.ch (фр.). Архів оригіналу за 10 квітня 2012. Процитовано 19 грудня 2017.
17. ↑  Stromae : découvrez son nouveau clip Avé Cesaria [Vidéo]. Télé Star (фр.). 25 вересня 2014. Процитовано 27 серпня 2019.
18. ↑  Marsh, Michael (27 серпня 2019). Who is Cesária Évora? Google Doodle pays tribute to singer. nechronicle.
19. ↑  Five things to know about Cesária Évora. The Independent. 27 серпня 2019.
20. ↑  Cesária Évora's 78th Birthday. 27 серпня 2019. Процитовано 27 серпня 2019.
21. ↑  Cidadãos Estrangeiros Agraciados com Ordens Portuguesas. Página Oficial das Ordens Honoríficas Portuguesas. Процитовано 1 серпня 2017.
22. ↑  http://www.afrol.com/articles/11251
23. ↑  Архівована копія. Архів оригіналу за 18 червня 2009. Процитовано 11 липня 2009.{{cite web}}:  Обслуговування CS1: Сторінки з текстом «archived copy» як значення параметру title (посилання) [Архівовано 2009-06-18 у Wayback Machine.]
24. ↑  French honour for 'barefoot diva'. BBC. 9 лютого 2009. Архів оригіналу за 10 квітня 2023. Процитовано 11 листопада 2023. (англ.)